# Barrio de Trojes
Barrio de Trojes är en ort i Mexiko, tillhörande kommunen Ixtlahuaca i den västra delen av delstaten Mexiko. Orten hade 562 invånare vid folkräkningen 2010.